# Shafiqa al-Qibtiyya
Shafiqa al-Qibtiyya, född 1851, död 1926, var en egyptisk magdansös (ghawazi). Hon var den första internationellt berömda magdansösen. 

## Biografi
Shafiqa al-Qibtiyya var född i i en kristen koptisk familj i Kairo. Hon upptäcktes av dansösen Shuq på ett koptiskt bröllop som barn. Shuq har kallats "den första orientaliska dansösen", dvs den första magdansösen, i västerländsk tradition; förmodligen för att hon var den första individuella magdansös som blev känd i väst. Shafiqa studerade dans under Shuq.
Shafiqa al-Qibtiyya kom som vuxen att börja uppträda som dansös inför publik på mawalid (helgonmarknaden). Hennes familj tog avstånd från henne då hon blev professionell dansös, något som var det vanliga för underhållare i Egypten under denna tid, då yrket ansågs skamligt. Hon fick en framgångsrik karriär. Hon har felaktigt kallats för den sista awalim. Hon uppges ha varit den första magdansös som uppträdde med en kandelaber (venyara eller shamadan) balanserande på huvudet.
Hon var den första magdansös som åtnjöt internationell berömmelse från 1870-talet. Hon uppträdde vid invigningen av Suezkanalen 1869, och därefter i Paris. Hon uppträdde länge på de nygrundade nattklubbarna, som El Dorado, och öppnade senare sin egen klubb, Alf Leyla. Många historier berättades om henne, som hur en beundrare en gång bjöd hennes hästar på champagne.
Shafiqa al-Qibtiyya led av ekonomiska problem mot slutet av sitt liv, beskrivs som alkoholiserad och tvingades återvända till att uppträda sedan hon hade pensionerat sig, då oförmögen att uppträda.